# کن بیمیش
کن بیمیش (انگلیسی: Ken Beamish؛ زادهٔ ۲۵ اوت ۱۹۴۷) بازیکن فوتبال اهل بریتانیا است.
از باشگاه‌هایی که در آن بازی کرده‌است می‌توان به باشگاه فوتبال ترانمره راورز، باشگاه فوتبال بلکبرن روورز، باشگاه فوتبال سوئیندون تاون، باشگاه فوتبال بری، باشگاه فوتبال برایتون اند هوو آلبیون، و باشگاه فوتبال پورت ویل اشاره کرد.